# Maison Jean-Maurice-Coulombe
La maison Jean-Maurice-Coulombe est une maison rurale située au 4860, route Desmeules à Saguenay (Québec), dans l'arrondissement de Jonquière. Cette maison construite en 1897 est typique des maisons rurales québécoise avec son architecture néoclassique. Elle serait aussi l'une des plus vieilles maisons sur secteur de Shipshaw. Elle a été citée comme immeuble patrimonial en 1988.

## Histoire
La maison Jean-Maurice-Coulombe a été construite en 1897. Elle serait la plus vieille construction à subsister dans le secteur de Shipshaw de Saguenay. Elle est un exemple représentatif des maisons québécoises d'inspiration néoclassique qui ont été construites au Québec au cours de le seconde moitié du XIXe siècle. 
La maison a appartenu à Jean-Maurice Coulombe (1918-1998), qui a été maire de l'ancienne municipalité de Shipshaw de 1961 à 1971 et de 1975 à 1981. Elle a été citée comme immeuble patrimonial le 19 septembre 1988 par la municipalité de Shipshaw, qui a été regroupée à Saguenay en 2002.